# Shire of Pingelly
Shire of Pingelly is een lokaal bestuursgebied (LGA) de regio Wheatbelt in West-Australië. Shire of Pingelly telde 1.057 inwoners in 2021. De hoofdplaats is Pingelly.

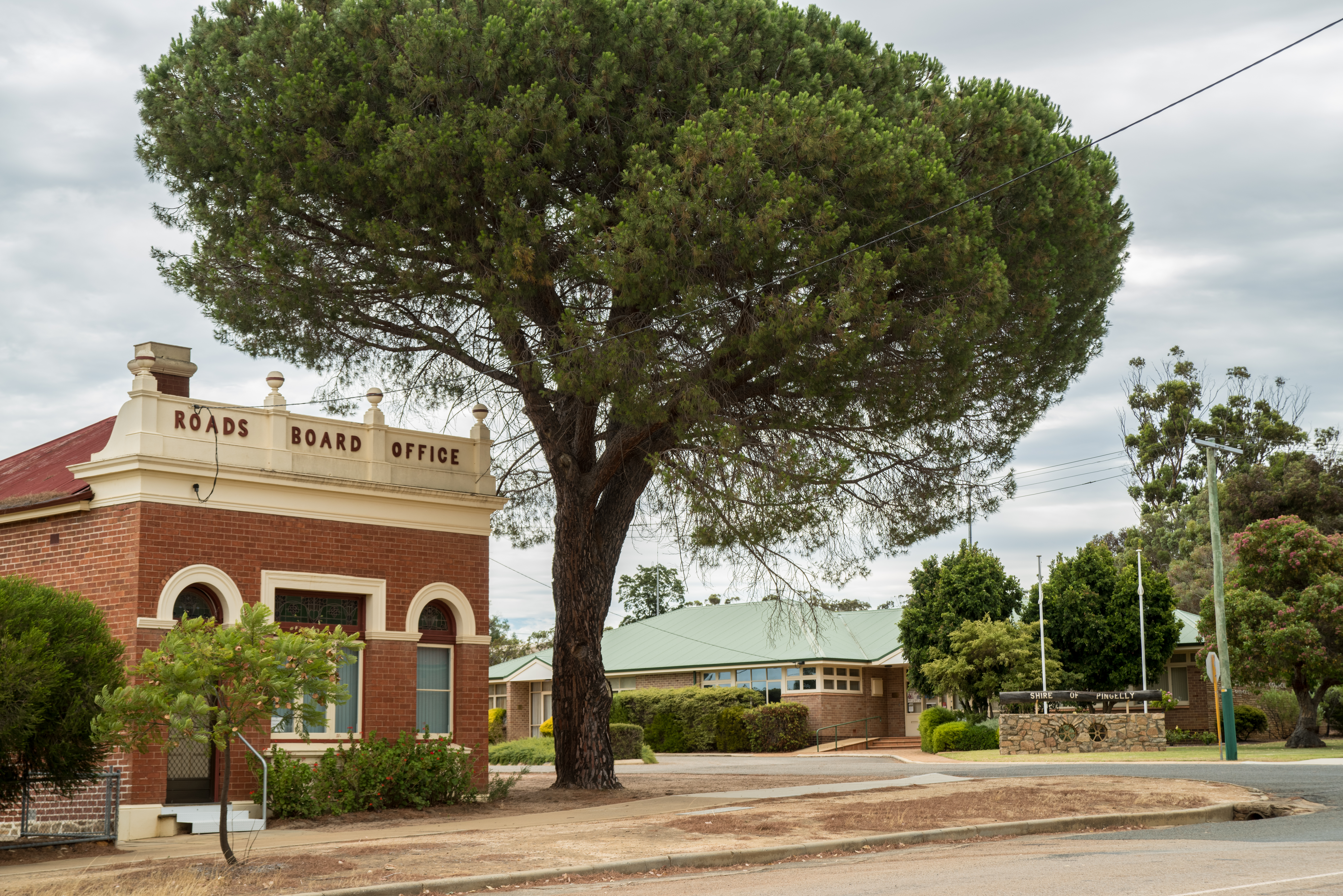
Op de voorgrond de oude en op de achtergrond de nieuwe kantoren van het lokale bestuur.

## Geschiedenis
Op 24 december 1891 werd het 'Morambine Road District' opgericht. Op 21 februari 1913 werd dit tot het 'Pingelly Road District' hernoemd. Ten gevolge de 'Local Government Act' van 1960 veranderde het district weer van naam en werd op 23 juni 1961 de 'Shire of Pingelly'.

## Beschrijving
Shire of Pingelly is een landbouwdistrict in de regio Wheatbelt in West-Australië. Het is ongeveer 1.290 km² groot. Het district ligt langs de Great Southern Highway, 160 kilometer ten zuidoosten van de West-Australische hoofdstad Perth. In 2021 telde het district 1.057 inwoners. Het district telt 211 kilometer verharde en 376 kilometer onverharde weg weg.

## Plaatsen, dorpen en lokaliteiten
- Pingelly
- Boyagin
- Dattening
- Kulyaling
- Moorumbine

## Bevolkingsevolutie
| Jaar | Bevolkingsaantal |
| ---- | ---------------- |
| 1911 | 1.879            |
| 1921 | 1.644            |
| 1933 | 1.496            |
| 1947 | 1.230            |
| 1954 | 1.519            |
| 1961 | 1.639            |
| 1966 | 1.453            |
| 1971 | 1.447            |
| 1976 | 1.446            |
| 1981 | 1.410            |
| 1986 | 1.371            |
| 1991 | 1.171            |
| 1996 | 1.132            |
| 2001 | 1.122            |
| 2006 | 1.168            |
| 2011 | 1.163            |
| 2016 | 1.146            |
| 2021 | 1.057            |